# Mário Tolentino
Mário Tolentino (São Carlos, 13 de janeiro de 1915 - São Carlos, 28 de maio de 2004) foi um professor, pesquisador e político com grande destaque no município de São Carlos, São Paulo. Lecionou química em diversas instituições como a Escola Estadual Doutor Álvaro Guião, Colégio La Salle, Colégio Anglo Latino, entre outros. Também atuou como professor universitário na Escola de Engenharia de São Carlos (USP) além de ser um dos grandes responsáveis pela instalação da Universidade Federal de São Carlos (UFSCar) na cidade. Em 24 de Julho de 1972, o Departamento de Química da UFSCar foi criado com a nomeação de uma chefia "pro tempore" na pessoa do professor Mário Tolentino.

## Biografia
Nascido em São Carlos em 13 de janeiro de 1915, Mário Tolentino faleceu na mesma cidade em 28 de maio de 2004. Foi casado com Josefa Fazzari Tolentino, com quem teve três filhos: Márcio, Eliana e Paulo Roberto.
Autodidata e intelectual dinâmico, Tolentino, formou-se na então Escola Normal Secundária de São Carlos (hoje Escola Estadual Dr. Álvaro Guião), na qual passou a lecionar Química no curso ginasial, a partir de 1934. Na década de 1940 lecionou na Escola Agrícola na cidade de Espírito Santo do Pinhal, para onde regressou após exercer o cargo de assessor do Ministro da Educação, Gustavo Capanema, durante o Estado Novo. Após curto tempo no ramo empresarial, voltou ao mundo acadêmico, vindo trabalhar na Escola de Engenharia da Universidade de São Paulo e no Curso Anglo Latino.
Em 1970, fez curso de especialização em Metodologia do Ensino da Química no Beaver College, em Glenside, Pensilvânia (EUA). Seguiu-se a organização dos laboratórios dos primeiros anos da Universidade Federal de São Carlos e organizou o Departamento de Química, do qual foi professor titular e chefe e onde se aposentou, recebendo o título de “Doutor Honoris Causa”, o primeiro atribuído pela universidade.

## Homenagens
Foi homenageado com a nomeação do Museu da Ciência Professor Mário Tolentino na cidade de São Carlos, além de uma praça e um passeio público na mesma cidade, próximo à portaria principal da Universidade Federal de São Carlos.

## Publicações
- M. Tolentino & R. C. Rocha-Filho. "Evolução histórica dos pesos atômicos".[10]
- M. Tolentino, R. C. Rocha-Filho & R. R. da Silva. "O Azul do Planeta: um Retrato da Atmosfera Terrestre."[11]
- Tolentino, M.;  Rocha-Filho, R. C.; Chagas, A. P. . "Alguns aspectos históricos da classificação periódica dos elementos químicos."[12]
- Rocha-Filho, R. C.; TOLENTINO, M. . "A química no efeito estufa."[13]
- M. Tolentino e R. C. Rocha-Filho."O bicentenário da invenção da pilha elétricas."[14]
- TOLENTINO, M.; ROCHA-FILHO, R. C. . "Sobre a estrutura do núcleo atômico antes da descoberta do nêutron."[15]
- Rocha-Filho, R. C.; TOLENTINO, M.; Silva, R. R. . "A Atmosfera Terrestre."[16]
- M. Tolentino. "Estudo Critico Sobre o Clima da Região de São Carlos."[17]